# كيكو ماتسوي
كيكو ماتسوي (باليابانية: 松居慶子 ) (و. 1961  م) هي عازفة بيانو، وملحنة، وعازفة الجاز، ومغنية يابانية، ولدت في طوكيو، تستخدم آلات بيانو.
.

## روابط خارجية
- كيكو ماتسوي على موقع ميوزك برينز (الإنجليزية)
- كيكو ماتسوي على موقع أول ميوزيك (الإنجليزية)
- كيكو ماتسوي على موقع ديسكوغز (الإنجليزية)